# Las Choapas (site archéologique)
Las Choapas est un site archéologique récemment découvert situé dans la municipalité de Las Choapas, à la frontière sud-est de l'État de Veracruz, à l'intérieur de San Miguel de Allende Ejido, en bordure des municipalités de Huimanguillo, Tabasco et Ostuacán, au Chiapas. 
Le site couvre une extension connue d'une soixantaine d'hectares et son emplacement actuel est délibérément caché pour empêcher le pillage courant. L'accès au site par voie terrestre prend environ quatre heures car il n'y a pas de routes, l'hélicoptère est le moyen de transport préféré lorsque les archéologues visitent le site. 
La culture qui occupait cette zone n'est pas clairement identifiée; cependant, le site se trouve dans la zone nucléaire olmèque, en quelque sorte entre La Venta à seulement 22,2 km (13,81 miles) au nord dans l'État voisin de Tabasco et San Lorenzo Tenochtitlan à environ 62 km (38,5 miles) à l'ouest, qui sont tous deux d'importants sites olmèques, mais il existe de nombreux sites plus petits dans les régions environnantes, voir la carte du cœur olmèque. 

## Contexte
L'histoire préhispanique de Veracruz est complexe. Elle comprend principalement quatre cultures indigènes. Les Huastecos et Otomis occupaient le nord, tandis que les Totonacs résidaient au centre-nord. Les Olmèques, l'une des plus anciennes cultures des Amériques, sont devenus dominants dans la partie sud de Veracruz. 
Des vestiges de ces civilisations passées se trouvent dans des sites archéologiques tels que Pánuco, Castillo de Teayo, El Zapotal, Las Higueras, Quiahuiztlán, El Tajín, Cempoala, Tres Zapotes et San Lorenzo Tenochtitlán. 
La première grande civilisation de ce territoire actuel est celle des Olmèques, dont l'origine est inconnue. Les théories varient, y compris une spéculation marginale qui manque de crédibilité scientifique qui développe l'idée que les Africains arrivent à Campeche, une cité du Yucatan sur le golfe du Mexique, puis plus au Sud-Ouest à Veracruz il y a plus de 3 500 ans. Les Olmèques se sont installés dans la région de la rivière Coatzacoalcos qui est devenue le centre de la culture olmèque. Le principal centre cérémoniel ici était San Lorenzo Tenochtitlán. Les autres grands centres de l'État incluent Tres Zapotes au Sud-Est de la ville de Veracruz et La Venta à Tabasco. Cette culture a atteint son apogée il y a environ 2 600 ans, son expression artistique la plus connue étant les têtes de pierre colossales. Ces sites cérémoniels étaient les plus complexes de cette première période. Pour cette raison, de nombreux anthropologues considèrent la civilisation olmèque comme la culture mère des nombreuses cultures méso-américaines qui l'ont suivie. En 300 avant notre ère, cette culture a été éclipsée par d'autres civilisations émergentes en Méso-Amérique. 
Un autre groupe important était les Totonacas, qui ont survécu jusqu'à nos jours. Leur région, appelée Totonacapan, est centrée entre la rivière Cazones et la rivière Papaloapan au nord de l'État de Véracruz. Les Totonacas précolombiens vivaient de la chasse, de la pêche et de l'agriculture, principalement du maïs, des haricots, des piments et des courges. C'est également la région native de la gousse de vanille. Les sculptures en argile aux visages souriants sont typiques de cette culture. Le site principal est El Tajin, situé près de Papantla, mais la culture a atteint son apogée à Cempoala (environ cinq miles (8 km) à l'intérieur des terres de l'actuel port de Veracruz), lorsqu'il fut conquis par les Aztèques. Quand les Espagnols sont arrivés en 1519, le territoire abritait encore une population d'environ 250 000 personnes vivant dans cinquante agglomérations et parlant quatre dialectes totonacs. 25 000 seulement vivaient à Cempoala. 
Les Huastecas se trouvent à l'extrême nord du Veracruz et s'étendent dans certaines parties de Tamaulipas, Hidalgo, San Luis Potosí, Querétaro et Puebla. La langue et les techniques agricoles de ce peuple et des Mayas sont similaires; cependant, il ne reste que quelques bâtiments et céramiques de la culture huasteca ancienne. Cette culture a également atteint son apogée entre 1200 et 1519, lorsqu'elle a été conquise par les Espagnols. 
Au cours du XVe siècle et au tout début du XVIe siècle, les Aztèques en sont venus à dominer une grande partie de l'État et à le diviser en provinces tributaires, à savoir Tochtepec, Cuetlaxtlan, Cempoallan, Quauhtochco, Jalapa, Misantla et Tlatlauhquitepec. Les Aztèques étaient intéressés par les zones de végétation et de cultures telles que les cèdres, les fruits, le coton, le cacao, le maïs, les haricots et la vanille. Cependant, les Totonacs se révoltèrent sous la domination aztèque, les dirigeants aztèques d'Axayacatl à Moctezuma II devant envoyer des soldats pour réprimer les rébellions. Les Huastèques ont été soumis avec plus facilement par les Aztèques et relégués dans les provinces d'Atlan et de Tochpan. 
Des découvertes récentes indiquent que Las Choapas pourrait bien être l'une des plus anciennes villes zoques anciennes. 

### Culture zoque

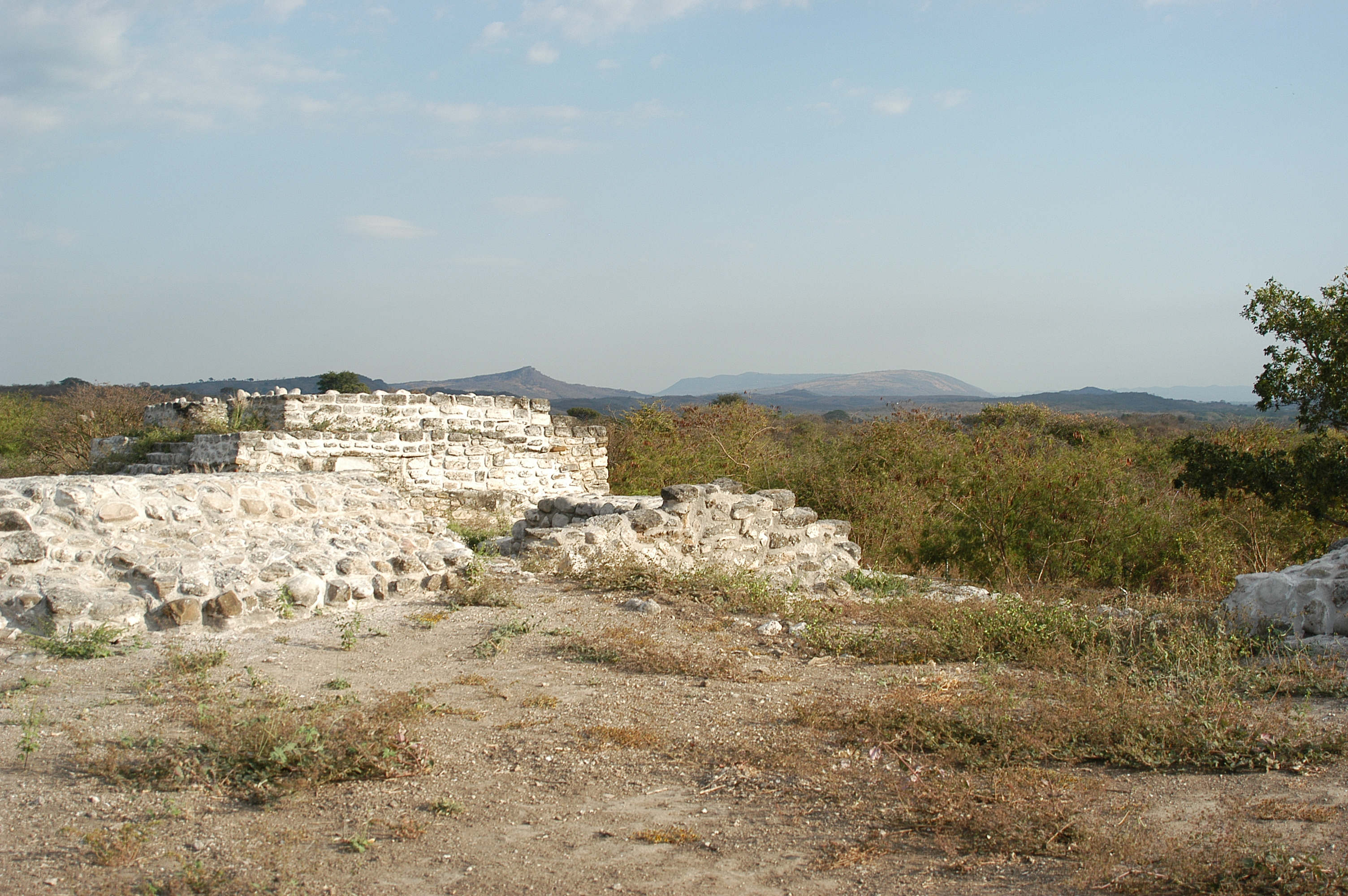
Monticule 1, Chiapa de Corzo, vue vers le sud vers la rivière Grijalva.

Le Zoque est un peuple indigène du Mexique; qui parlent des variantes des langues zoques. 
La culture s'est développée principalement dans le secteur nord de l'État du Chiapas, dans la partie nord de l'isthme de Tehuantepec, dans l'État d'Oaxaca, y compris la Selva Zoque et aussi loin que l'isthme de Tehuantepec, sur la cote du Pacifique et certaines parties de l'État de Tabasco. Leur langue est aussi appelée Zoque, et a plusieurs branches et dialectes. Le Zoque est lié au Mixe. 
Ils seraient des descendants des Olmèques qui ont émigré au Chiapas et à Oaxaca. Ils avaient de bonnes relations sociales et commerciales avec les Mexica, ce qui a contribué à la prospérité économique de leur culture au Chiapas. 
Le 17 mai 2010, des archéologues du sud du Mexique ont découvert une tombe de dignitaire à l'intérieur d'une pyramide qui pourrait être le plus ancien type de sépulture découvert en Méso-Amérique. La tombe remonte à environ 2 700 ans. 
Ce tombeau a été construit par les indigènes Zoque à Chiapa de Corzo, dans le sud du Chiapas. Elle est peut-être d'environ 1 000 ans plus ancienne que la tombe pyramidale plus connue du souverain maya Pakal sur le site archéologique de Palenque, également au Chiapas. Les cultures préhispaniques ont construit des pyramides principalement comme représentations des niveaux menant du monde souterrain au ciel. 

### Toponymie
Le nom d'origine du site était Achoapan, du mot achiote, rivière.

## Le site
Ancient Mesoamerica News Updates 2008, no 29 (5 avril 2008), a rendu compte de la découverte récente d'un fragment monolithique de sculpture sur pierre de grande taille. La pierre représentait un personnage squelettique, associé à un chiffre de 7 points. 
Les informations actuellement disponibles associées à la plupart des sites trouvés dans la zone (Ejido San Miguel de Allende) ont été initialement placées chronologiquement sur la période mésoaméricaine préclassique. 
Le site a été initialement signalé à tort en relation avec les Mayas, mais le 4 avril 2008, la confusion a été clarifiée, les autorités compétentes ont confirmé qu'aucune fouille, exploration ou découverte ne confirmait le site en tant que ville maya. 
La croyance initiale d'une ville maya était due à la pierre sculptée, à la personne représentée ainsi qu'aux inscriptions numériques. Ces représentations ne sont pas communes à la région Zoque, comme elles le sont dans la région Maya, où le personnage est connu sous le nom de «Vucub Came» et qui est une divinité liée à la mort. 
Cependant, cela ne confirme pas le site comme étant Maya, car en fait il y avait des relations culturelles et sociales entre cette région et les Mayas. La région fait partie de ce que l'on croyait être une route commerciale entre le sud-est et le nord-ouest. Ce territoire possède des éléments culturels olmèques et zoques. 
Les vestiges trouvés à Las Choapas suggèrent, que l'orographie et la position complexe peuvent être comparées archéologiquement avec la tradition el zoque, en particulier avec Tabasco de Malpasito. 
Une évaluation préliminaire des caractéristiques représentées par la sculpture monolithique peut être liée à d'autres cultures mais pas nécessairement aux Mayas. L'image principale se compose d'un crâne rigide, qui était commun en Méso-Amérique en général. Le visage a également des attributs tels que des décorations d'oreille, et à l'avant un rouleau en expansion est représenté et émerge entre le nez et les yeux, ce qui peut faire référence au feu ou à la respiration. 
Au sommet de la tête, un élément végétal est représenté mais il n'est pas identifié, peut-être lié à une toponymie urbaine. En outre, dans le dos se trouve une barre et deux points, bien qu'il ne soit pas encore confirmé s'il s'agit de chiffres. 
Ce type de sculptures n'est pas exclusif à la zone Maya, car celles-ci ont été trouvées dans d'autres systèmes d'écriture (culture épi-olmèque), ce qui correspond à cette région de Veracruz. Il existe des manifestations de ce groupe culturel qui utilisait le système de pointes et de barres, dans des monuments tels que la Mojarra Stela, la Stela C de Tres Zapotes et la statuette Tuxtla, tous à Veracruz. 
Les groupes épi-olmèques se sont développés au cours de la période protocolaire, entre 300BCE et environ 250 EC. Les Epi-Olmèques étaient une culture successive à l'Olmec, d'où le préfixe "epi-" ou "post-". Bien qu'Epi-Olmec n'ait pas atteint les réalisations de grande envergure de cette culture antérieure, il a réalisé, avec ses calendriers et son système d'écriture sophistiqués, un niveau de complexité culturelle inconnu des Olmèques. 

### Sculpture sur pierre
La sculpture sur pierre est apparemment interprétée (lue) de droite à gauche, car les signes et autres éléments visuels sont à droite. Le signe principal représente un crâne, éventuellement décrit comme «anthropozoomorphe». Il représente une mâchoire déchaînée et un œil ouvert, qui s'écarte des associations avec d'autres divinités méso-américaines connues. La divinité est perçue comme telle par la présence de décorations auriculaires. C'est également un élément de «support» dans la tête supérieure qui n'est pas sans rappeler ceux de certains signes mayas tels que T1016 (tête de Dieu C) et le signe SNA. 
Une volute de «feu» s'étend vers l'avant à partir du front ou du nez de la divinité. Il peut être comparé au signe T122, bien que sa forme soit plus symétrique. On pourrait dire à ce stade que le motif d'un crâne exhalant un «feu» ou un «souffle» n'est pas complètement inconnu dans l'iconographie et l'écriture maya. Certaines de ses occurrences les plus courantes peuvent être trouvées dans le cadre de la formule de dédicace (PSS) sur les réceptacles représentés par le signe T1049. Cependant, il n'y a pas suffisamment d'exemples sculpturaux de la première période classique pour une meilleure comparaison du relief en pierre de Las Choapas. 
Le motif végétal « germination » ou « touffetage » apparent au sommet de la tête, peut faire penser à des plantes semi-arides plus communes vers le plateau central du Mexique. Il présente une certaine ressemblance avec certaines premières représentations méso-américaines des signes du jour « REED » ou « FLOWER » (voir par exemple Xochicalco St. 1; Los Horcones St. 2). Toucher presque la région occipitale derrière la tête est un élément qui pourrait sans doute correspondre à un coefficient de barre et de point. Si tel est le cas, et à en juger par la longueur de l'élément de barre et l'espacement relatif entre les éléments de point, la valeur prévue aurait pu être à l'origine « EIGHT », au lieu de « SEVEN ». Immédiatement derrière ce prétendu chiffre, bien que non aligné avec lui ou l'un des autres signes, un autre « rouleau » apparaît, mais cette fois ressemblant étroitement au signe maya T126. 
La composition globale donne fortement l'impression d'être soit: 
1) Une nature entièrement iconographique, sans association avec une langue particulière ou peut-être: 
2) Un toponyme, anthroponyme ou théonyme particulier rendu à travers une tradition d'écriture « emblématique », un trait qui, bien qu'il soit plus courant parmi les civilisations mexicaines centrales du début du classique à la fin du post-classique, il a également été facilement adopté et / ou imité par certaines cultures qui interagissaient avec les premières. 
3) Moins probable, il pourrait également s'agir d'un composé où des motifs iconographiques étaient entrelacés avec des signes glyphiques (c.-à-d. Des coiffes contenant des éléments de noms propres glyphiques dans les traditions zapotèques ou mayas, etc.). 
Cependant, il s'agit d'associations prématurées entre le prétendu coefficient de « EIGHT » et le motif végétal qui pourrait produire des dates calendaires trompeuses (c.-à-d. « EIGHT-REED »), étant donné qu'aucun ordre de lecture clair, d'alignements ou d'indications n'existe entre ces deux éléments pour suggérer qu'ils étaient destinés à être lus ensemble.

### Structures
Le site archéologique de Las Choapas compte environ 100 structures préhispaniques, mais ce sont des monticules superficiels et aucun travail d'exploration ou de fouille n'est en cours comme c'est le cas dans tout le pays. 
Sur le site, de nombreux monticules inexplorés peuvent être vus, un tel monticule superficiel a la forme de ce qui pourrait être un terrain de jeu. 

## Autres sites à Veracruz
- Castillo de Teayo
- El Manati
- La Venta
- San Lorenzo Tenochtitlán
- El Tajín
- Cempoala
- Tres Zapotes
- El Zapotal
- Las Higueras
- Quiahuiztlan
- Mesa de Cacahuatenco
- El Cuajilote
- Cuyuxquihui
- Bloc Cascajal
- Huatusco
- La Joya (site archéologique)
- Laguna de los Cerros